# Shtupel
Shtupel (in albanese Shtupel) è una località del Kosovo.

## Storia
I primi abitanti dei quali si abbia notizia storica furono probabilmente gli Illiri, nome loro assegnato sia dai Greci che dai Romani.
Shtupel è una piccola località del Kosovo, con un piccolo numero di abitazioni.
All'interno della località troviamo diverse famiglie, le quali i Dauti, Grabanica, i Dallaver e i Jakupaj.
Il gruppo etnico predominante a Shtupel è quello Albanese. Minoranze significative sono rappresentate dagli Ashkali.
La principale religione diffusa a Shtupel, così come in Kosovo è quella cattolica seguita da quella islamica.

## Tradizioni e folclore

### Gastronomia
Tra i cibi locali, si ricordano Leqeniku, Flija, Krylana, Maza bollito, formaggio, polenta, il gulasch e molti altri.